# Zipoetes I av Bithynien
Zipoetes I av Bithynien, död 278 f. Kr., var regerande kung av Bithynien mellan 326 f. Kr. och 278 f. Kr.